# Cổng Mill ở Stargard
Cổng Mill (tiếng Ba Lan: Brama Młyńska) là một trong bốn cổng thời trung cổ ở thành phố Stargard, ở phía tây bắc Ba Lan. Đây là một di tích độc đáo về loại hình này ở châu Âu, cả do kiến trúc và chức năng của nó trong thời trung cổ. Cổng Mill đã được công nhận là một di tích lịch sử Nhà thờ ngày 17 tháng 9 năm 2010 theo Quyết định của Tổng thống Cộng hòa Ba Lan.

## Lịch sử
Đây là một trong những kiến trúc đặc trưng nhất ở Stargard. Nó được xây dựng vào thế kỷ 15, trên con sông Młyński. Biểu tượng cổng Mill đã được sử dụng phổ biến trong những con dấu và huy hiệu (cũ) của thành phố cho đến thế kỷ 20. Chức năng của cổng là kiểm soát và thu phí cầu đường của những con tàu vận chuyển hàng hóa qua sông. Đây đã được đặt làm chi nhánh của Hiệp hội Du lịch và Tham quan Ba Lan (PTTK). Trong những năm tiếp theo, đây được chọn làm trụ sở của Hiệp hội những người yêu thích nghệ thuật "Cổng" của thành phố Stargard. Hiện tại, Cổng Mill là trụ sở của Hiệp hội Stargard Knight Brotherhood "GRYF".

## Kiến trúc
Cổng Mill có chân đế hình chữ nhật và các cạnh 14 x 6 m được làm bằng gạch. Phần chính của cổng là một tòa nhà hai tầng với hai tòa tháp hình bát giác cao 28 m, trên đỉnh hình chóp. Dòng sông chảy qua trong lòng của cổng, nhìn từ bên ngoài (phía từ thành phố) thì cổng có ba cửa sổ nhỏ, còn hướng ngược lại có 2 cửa sổ nhỏ. Mặt tiền của các bức tường bên ngoài từ phía thị trấn được trang trí công phu. Cổng đã trải qua nhiều lần cải tạo, tu sửa, từ đó hình dáng của cánh cổng đã thay đổi. Trong nửa đầu của Vào thế kỷ XIX, cánh cổng đóng vai trò là nhà tù, cổng vòm sau đó được xây dựng với những bức tường bắt vít. Vào nửa sau của thế kỷ XIX, cổng đã được biến đổi theo phong cách tân Gothic.

## Hình ảnh

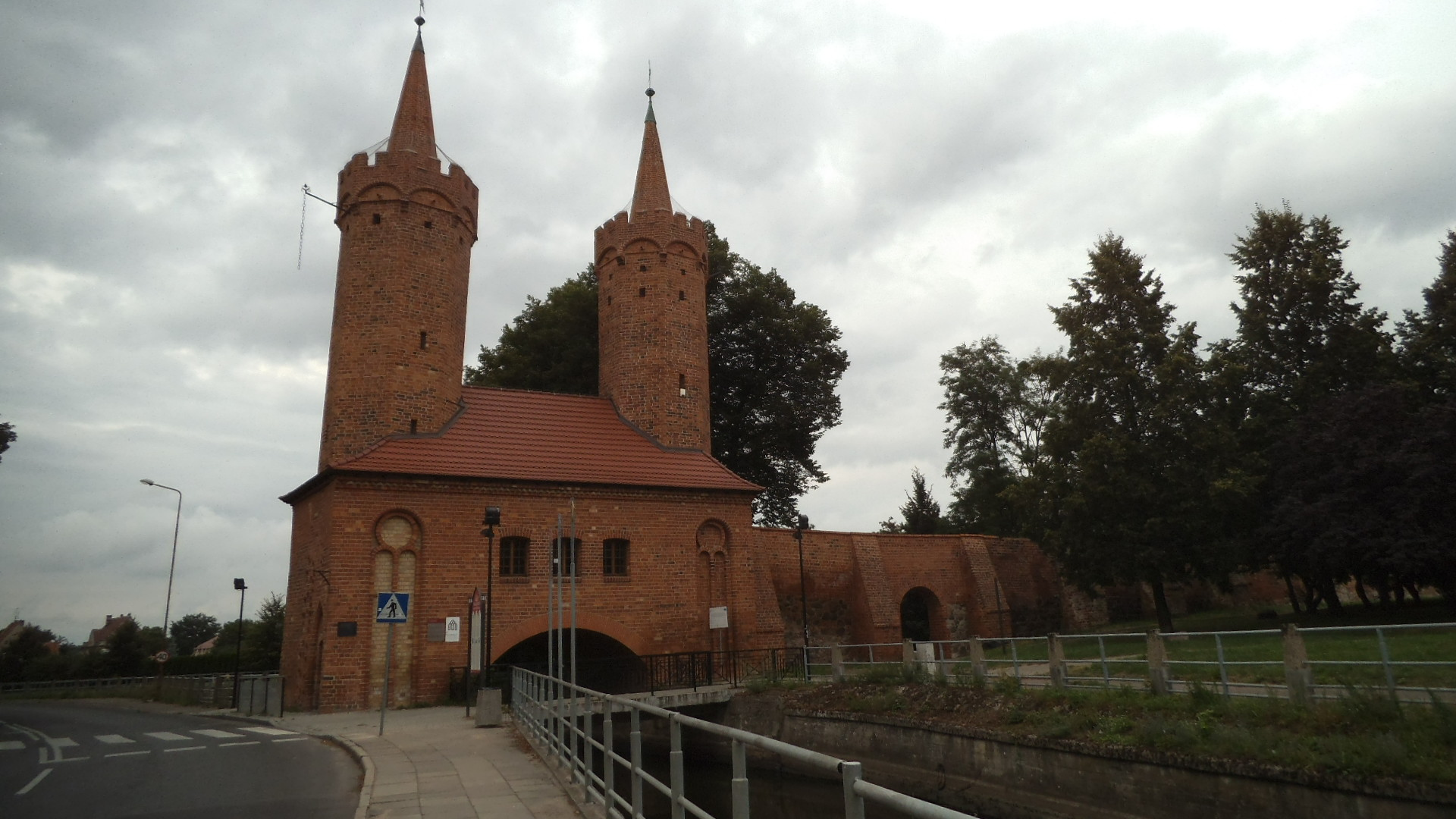
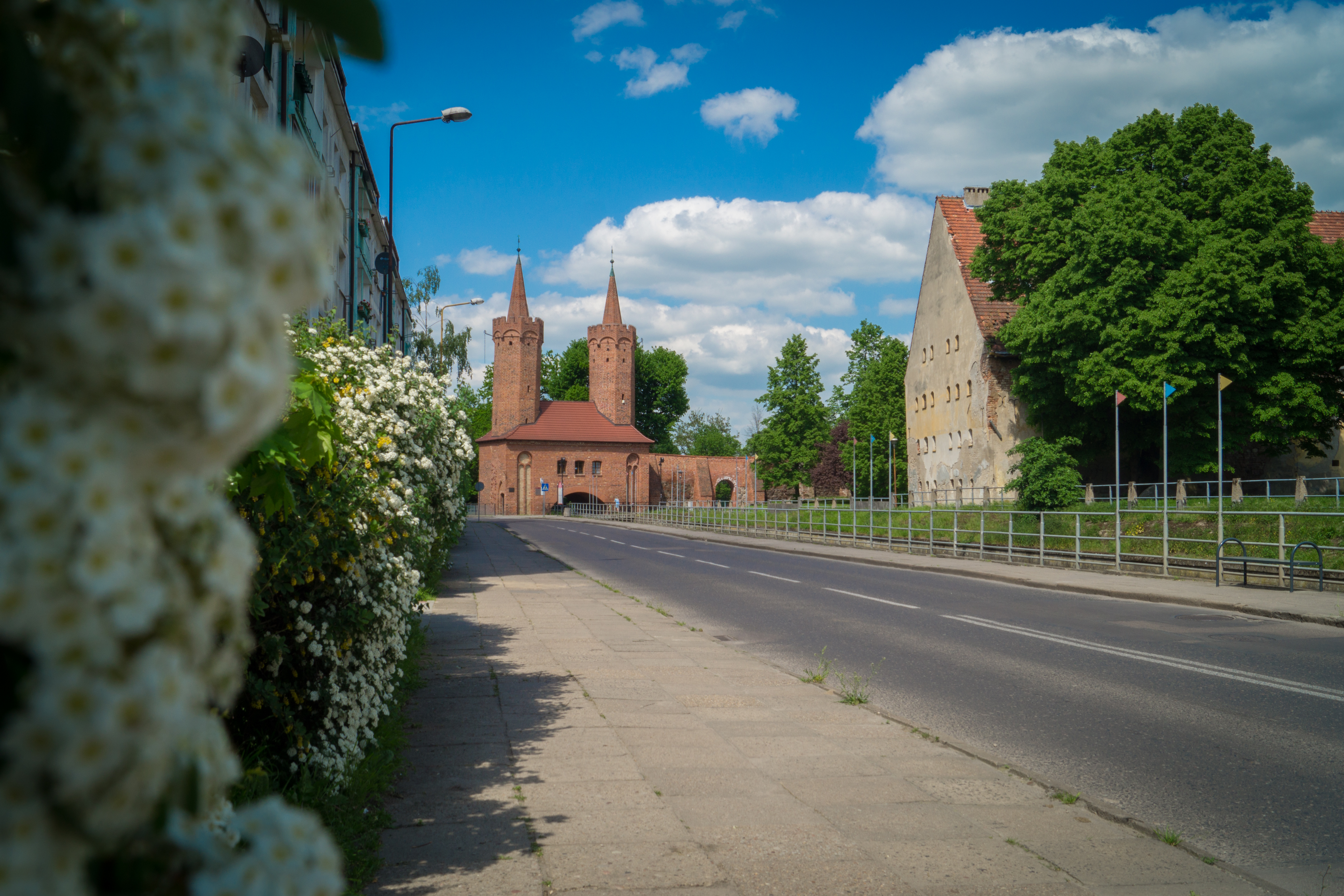
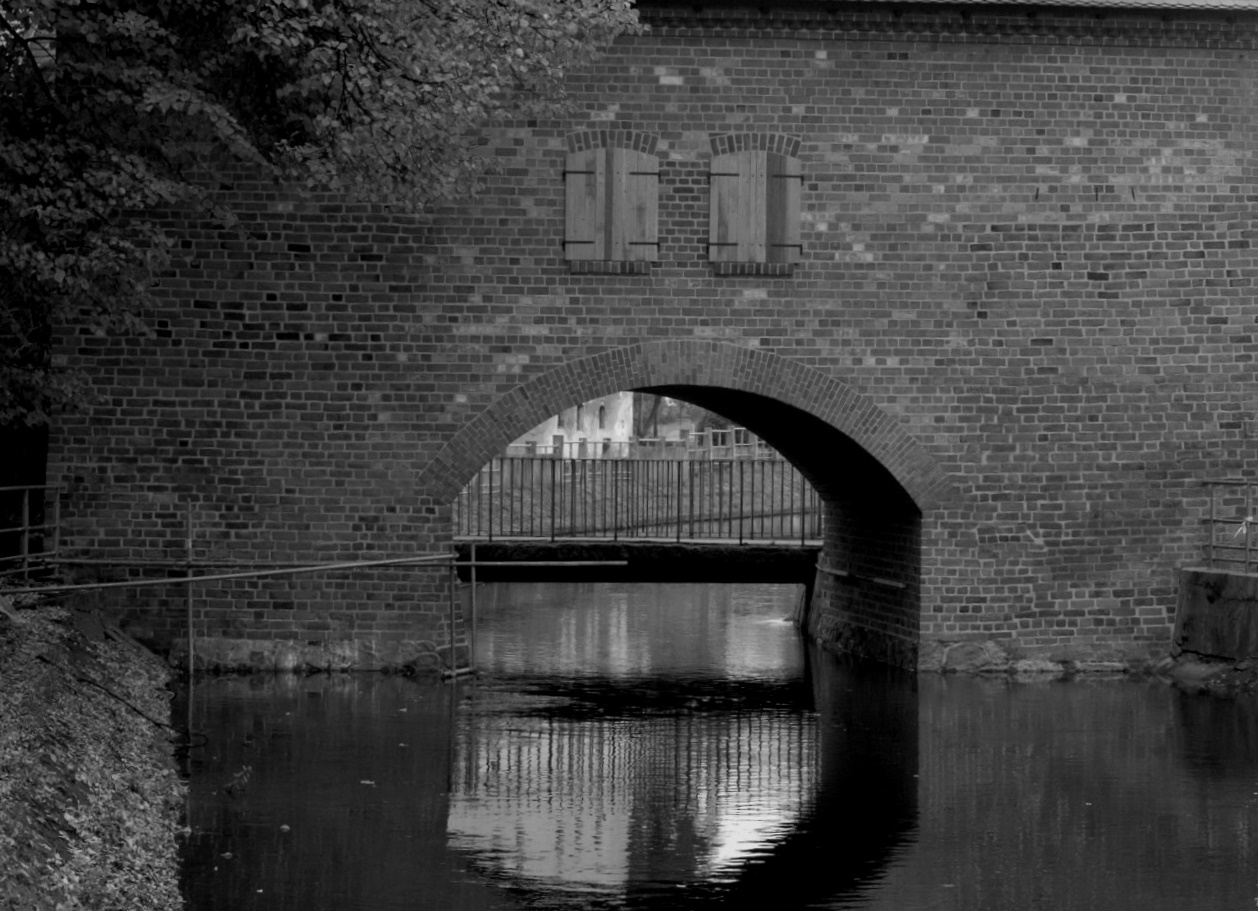
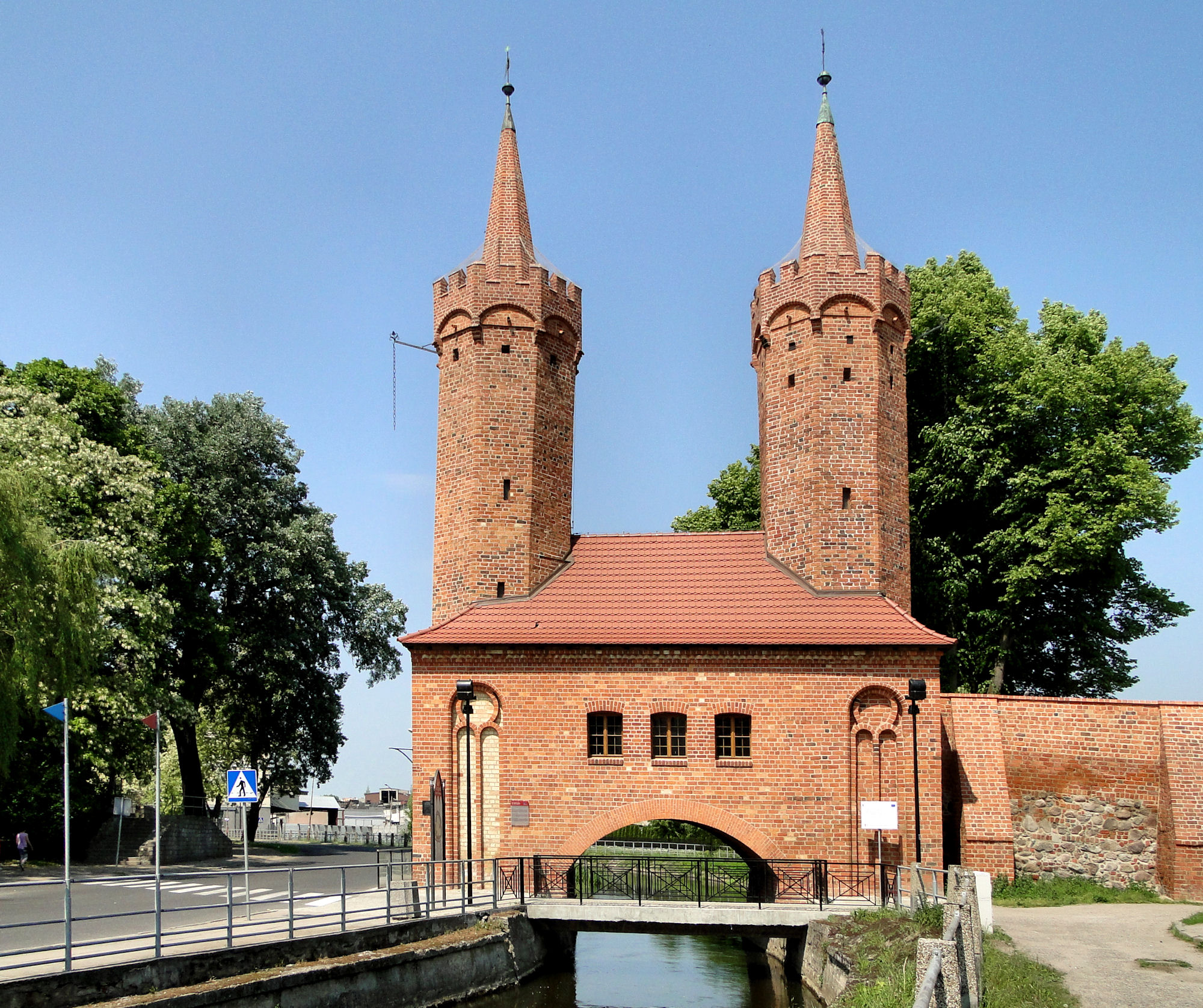
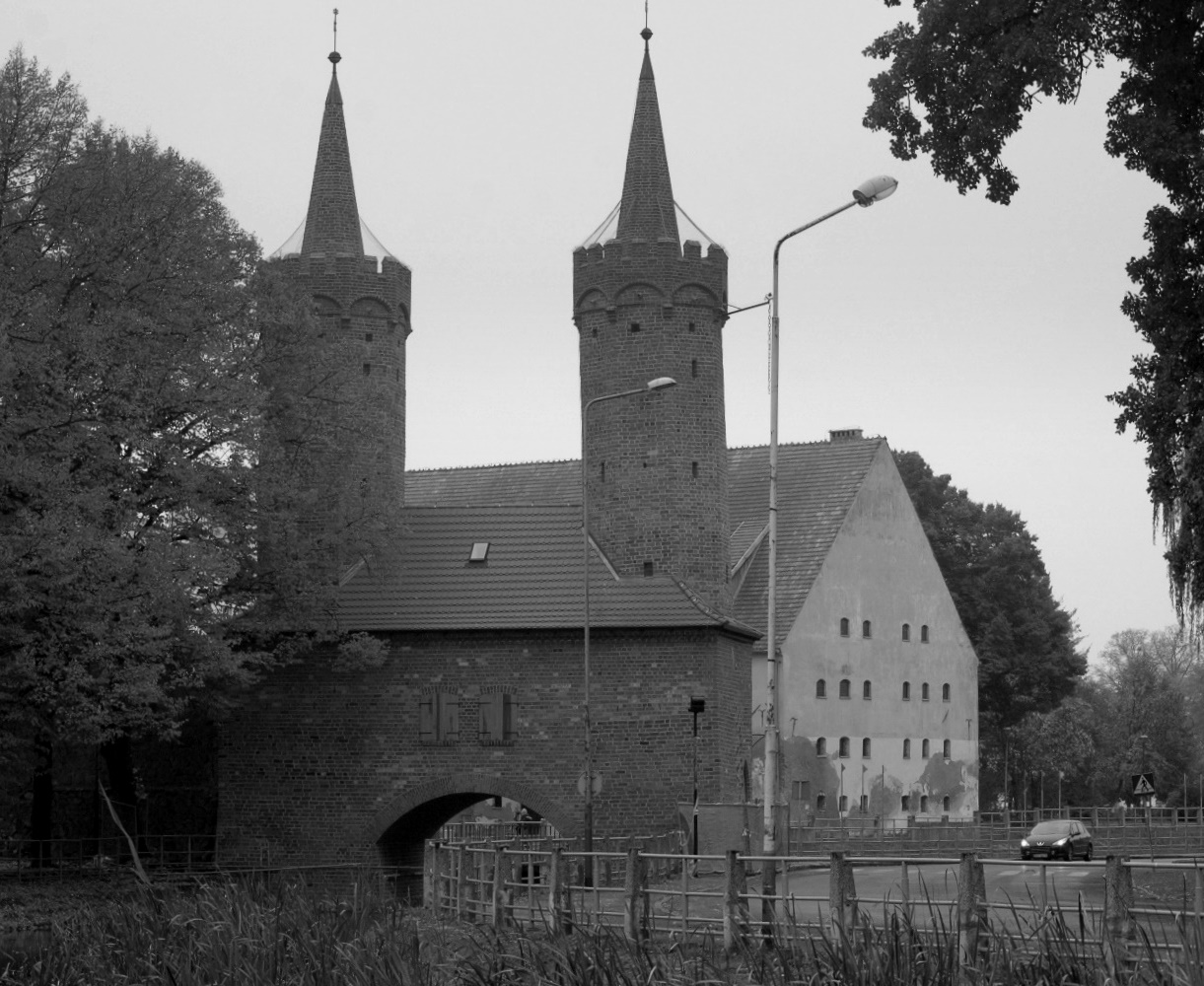